# Who's Your Daddy?
Who's Your Daddy? er en amerikansk komediefilm fra 2003 instrueret (og medforfattet) af Andy Fickman.

## Handling
Chris Hughes (Davis), en adopteret og nørdet 18-årig sidsteårselev fra et gymnasium i Ohio opdager, at hans nyligt afdøde biologiske forældre er indehavere af et stort pornografi-imperium, og han er arving. Efter en bitter magtkamp kommer hans nye flok af smukke medarbejdere ham til hjælp.

## Medvirkende
- Brandon Davis
- Kadeem Hardison
- Christine Lakin
- Ali Landry
- Marnette Patterson
- Robert Ri'chard
- Lin Shaye
- Josh Jacobson
- Charlie Talbert
- William Atherton
- Justin Berfield
- Robert Torti
- Ryan Bittle
- Martin Starr
- David Varney
- Dave Thomas
- Colleen Camp
- Patsy Kensit